# Kamilla Karlsen
Kamilla Lilhammer Karlsen (født. 7. maj 2000) er en dansk fodboldspiller, der spiller forsvar/midtbane for Brøndby IF i Gjensidige Kvindeligaen og Danmarks kvindefodboldlandshold.

## Meritter

### Klub
Brøndby IF
Elitedivisionen 
- Guld: 2018-19
- Sølv: 2017-18

Sydbank Kvindepokalen 
- Guld: 2018
- Sølv: 2019